# Nephasoma eremita
Nephasoma eremita är en stjärnmaskart som först beskrevs av Sars 1851.  Nephasoma eremita ingår i släktet Nephasoma och familjen Golfingiidae. Inga underarter finns listade i Catalogue of Life.